# 小川聡志
小川 聡志（おがわ さとし）は、日本のプロレスラー。

## 経歴
福岡県立八女高校在学時にテレビで見たダイナマイト・キッドに憧れる。
福岡大学を卒業後、福岡の広告代理店に勤務してマーケティング部に配属される。
学生時代から空手を習っており、筋力を強化するために通っていたウエイトトレーニングジムでアステカと出会う。
1997年4月、アステカと共にプロレスリング華☆激を設立と同時に代表に就任。広報、企画、営業などフロント業務全般を担当。6月8日、山川勤労者体育センターで華☆激の旗揚げ戦を開催。同年、仕事の事情で一旦、プロレスから離れる。
2004年10月、プロレスラーになるため、華☆激に入門。日々の会社での管理職としての仕事を終えたあとで毎夜練習に励む。
2006年6月18日、華☆激さざんぴあ博多多目的ホール大会で対ディアブロ戦でデビュー。同年サラリーマンを辞め、会社を設立。
2017年5月13日、八女市総合体育館でプロデュース大会「こども元気プロジェクト チャリティープロレス」を開催。大会収益金の全額を地元八女の、こども食堂に寄付した。
2023年11月には久留米市の子ども食堂を支援するチャリティー大会を企画・開催する。
2025年3月には福岡市のフリースクールを支援するチャリティー大会を企画・開催する。
プロレスラーと並行して福岡市城南区樋井川にてパーソナルトレーニングジムを経営しており、わかりやすい指導で定評がある。
福岡市のコミュニティFM局「コミュニティラジオ天神」にて、音楽番組のパーソナリティーを長くつとめており、豊富な音楽の知識を披露している。
音楽・文学・歴史・政治経済の知識が深い教養人である。

## 得意技
YAMAKASA
バックドロップ
ブルドッギングヘッドロック
ラリアット
パワースラム
バズソーキック
ロシアンフック

## 入場テーマ曲
- エンジン全開（山部善次郎）

## タイトル歴
- 博多ライトヘビー級王座（第２１代）
- 博多タッグ王座（第１２代）
- 九州無差別級タッグ王座（第６代）

## 人物エピソードとプロレス以外の活動
- 福岡市城南区樋井川にてオーナー兼代表を務めるパーソナルトレーニングジム「小川聡志トレーニングスタジオ」を経営している。
- FMラジオ局「コミュニティラジオ天神」のプロデューサーから豊富な音楽の知識を買われ、ラジオ局の開局と同時にスタートした洋楽番組「ロックンロール・フーチークー」のメインパーソナリティーに起用され、12年以上続く長寿番組となっている（2025年現在）。
- 博多のミュージシャンたちと親交が深く、ライブハウスによく出かけている。
- 楽器演奏が趣味でありバンド活動を行っている。不定期ではあるが福岡市内を中心にライブ活動をしている。
- 読書家で文才がある。以前は雑誌に連載コラムや音楽レビューなどの記事を執筆していたことがある。
- 苦労人であるためか、人情味があり、おおらかな兄貴分的な性格をしている。
- 下戸ではないが、普段の生活で飲酒はしない。
- プロレス界以外の人脈が広く、福岡の政財界の知己も得ており、「政治経済を語れるプロレスラー」として知られている。

## CM出演
- ぼてぢゅう
- 天神じゃんぼ